# Karl-Heinz Thielen
Karl-Heinz Thielen (* 2. dubna 1940, Lünen) je bývalý německý fotbalista, útočník, pravé křídlo. Byl nejlepším střelcem západoněmeckého mistrovství v sezóně 1961/1962 a nejlepším střelcem Veletržního poháru 1965/1966.

## Fotbalová kariéra
Začínal v TSV Rodenkirchen. Celou svou ligovou kariéru hrál za 1. FC Köln, se kterým získal v roce 1964 mistrovský titul a v roce 1968 německý fotbalový pohár. V nejvyšší německé soutěži nastoupil ve 295 utkáních a dal 100 gólů. V Poháru mistrů evropských zemí nastoupil v 9 utkáních a dal 2 góly, v Poháru vítězů pohárů nastoupil v 7 utkáních, ve Veletržním poháru nastoupil ve 24 utkáních a dal 13 gólů a v Poháru UEFA nastoupil v 5 utkáních. Za západoněmeckou reprezentaci nastoupil v letech 1964–1965 ve 2 utkáních. 

## Ligová bilance
| Ročník                                 | Zápasy | Góly | Klub       |
| -------------------------------------- | ------ | ---- | ---------- |
| Fußball-Oberliga West 1959/1960        | 2      | 1    | 1. FC Köln |
| Fußball-Oberliga West 1960/1961        | 22     | 10   | 1. FC Köln |
| Fußball-Oberliga West 1961/1962        | 29     | 25   | 1. FC Köln |
| Fußball-Oberliga West 1962/1963        | 21     | 9    | 1. FC Köln |
| Německá fotbalová Bundesliga 1963/1964 | 25     | 16   | 1. FC Köln |
| Německá fotbalová Bundesliga 1964/1965 | 22     | 12   | 1. FC Köln |
| Německá fotbalová Bundesliga 1965/1966 | 29     | 11   | 1. FC Köln |
| Německá fotbalová Bundesliga 1966/1967 | 16     | 2    | 1. FC Köln |
| Německá fotbalová Bundesliga 1967/1968 | 20     | 3    | 1. FC Köln |
| Německá fotbalová Bundesliga 1968/1969 | 29     | 1    | 1. FC Köln |
| Německá fotbalová Bundesliga 1969/1970 | 24     | 2    | 1. FC Köln |
| Německá fotbalová Bundesliga 1970/1971 | 29     | 4    | 1. FC Köln |
| Německá fotbalová Bundesliga 1971/1972 | 15     | 2    | 1. FC Köln |
| Německá fotbalová Bundesliga 1972/1973 | 12     | 2    | 1. FC Köln |
| CELKEM Bundesliga                      | 295    | 100  |            |